# 超大現代
超大现代农业（控股）有限公司（港交所：0682）是一家在香港交易所上市的工业公司。主要业务是农产品种植及销售，牧畜繁殖及销售及副食品销售，出口贸易及经营连锁超级市场业务。总部位於中國福建福州。公司在开曼群岛注册，主席为郭浩。

## 历史
2004年资产净值为4,613,044,000人民幣，纯利为996,754,000人民幣。截至2015年6月30日止財政年度虧損超過66億人民幣。